# Breathe (film, 2017)
Pour les articles homonymes, voir Breathe (homonymie).
Pour plus de détails, voir Fiche technique et Distribution.
Breathe, Inspire au Québec, est un film américain réalisé par Andy Serkis, sorti en 2017. Il s'agit d'un film biographique sur Robin Cavendish.

## Synopsis
Robin Cavendish, un homme brillant et aventureux, voit sa vie prendre une tournure tragique lorsqu'il se retrouve paralysé par la poliomyélite à l'âge de 28 ans. Il va cependant pouvoir compter sur le soutien indéfectible de sa femme dévouée Diana.

## Fiche technique
Sauf indication contraire, les informations mentionnées dans cette section peuvent être confirmées par la base de données cinématographiques IMDb,  présente dans la section « Liens externes ».
- Titre original et français : Breathe
- Titre québécois : Inspire
- Réalisation : Andy Serkis
- Scénario : William Nicholson
- Direction artistique : Marcus Wookey
- Décors : James Merifield
- Costumes : Charlotte Walter
- Photographie : Robert Richardson
- Montage : Masahiro Hirakubo
- Musique : Nitin Sawhney
- Production : Jonathan Cavendish

Coproduction : Ron Ames et Jane Robertson
Production déléguée : Claudia Bluemhuber, Hugo Grumbar, Tim Haslam, Ian Hutchinson, Phil Robertson et James Spring
- Société de production : The Imaginarium Studios (en)
- Sociétés de distribution : Bleecker Street Media (États-Unis), TF1 Studio (France, VOD)
- Budget : n/a
- Pays d'origine :  États-Unis
- Langue originale : anglais
- Format : couleur - 35 mm
- Genre : drame biographique
- Durée : 117 minutes
- Dates de sortie[1] :
  - Canada : 12 septembre 2017
  - États-Unis : 13 octobre 2017
  - France : 1er novembre 2018 (vidéo à la demande « e-Cinéma »)

## Distribution
- Andrew Garfield (VF : Donald Reignoux ; VQ : Gabriel Lessard) : Robin Cavendish
- Claire Foy (VF : Adeline Moreau ; VQ : Rose-Maïté Erkoreka) : Diana Blacker

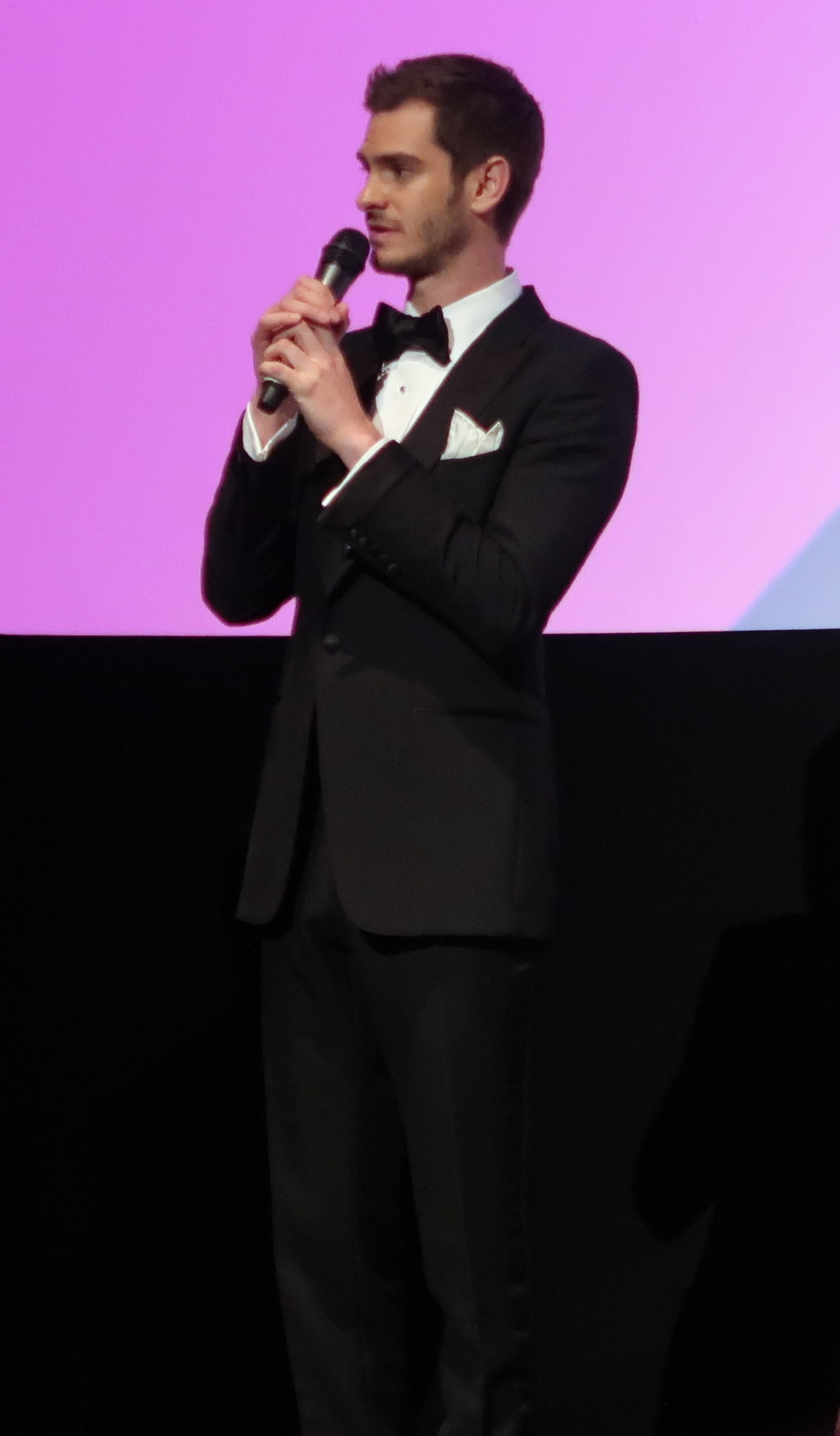
L'acteur principal Andrew Garfield à la première du film en octobre 2017.

- Tom Hollander (VQ : Benoît Éthier) : les jumeaux Bloggs et David Blacker
- Hugh Bonneville (VQ : Alain Zouvi) : Edward Thomas Hall (en)
- Dean-Charles Chapman (VF : Jean-Cyprien Chenberg) : Jonathan Cavendish
- Miranda Raison (VQ : Émilie Bibeau) : Mary Dawnay
- Ben Lloyd-Hughes (VF : Damien Ferrette) : Dr. Don McQueen
- Stephen Mangan (VQ : Frédérik Zacharek) : Dr Clement Aitken
- Ed Stoppard
- Diana Rigg (VF : Cathy Cerdà) : Lady Neville

 Source et légende : version française (VF) sur RS Doublage ; version québécoise (VQ) sur Doublage.qc.ca

## Production

### Genèse et développement
Jonathan Cavendish (en), cofondateur de The Imaginarium Studios (en) avec Andy Serkis, charge l'écrivain William Nicholson d'écrire un scénario d'après la vie de son propre père, Robin Cavendish. Jonathan Cavendish est également producteur du film. Il explique avoir voulu capturer avec ce film « la bande de fanfarons excentriques » qu'il a connu durant son enfance.
Le film est réalisé par Andy Serkis. Il s'agit de son premier long métrage, bien qu'il ait été tourné après son Jungle Book dont la sortie a été repoussée plusieurs fois jusqu'en 2018.